# Trebižani
Trebižani – wieś w Słowenii, w gminie Komen. W 2018 roku liczyła 13 mieszkańców.